# Trichiorhyssemus hispidus
Trichiorhyssemus hispidus är en skalbaggsart som beskrevs av Riccardo Pittino 2007. Trichiorhyssemus hispidus ingår i släktet Trichiorhyssemus och familjen Aphodiidae. Inga underarter finns listade i Catalogue of Life.